# Alizée En Concert
Alizée En Concert – pierwszy album koncertowy francuskiej piosenkarki Alizée, wydany 18 października 2004 r. Po wydaniu drugiego albumu, Mes Courants Électriques, piosenkarka rozpoczęła trasę koncertową. Zapis z tychże koncertów posłużył jako materiał do płyty.
Płyta wyszła równocześnie w wersji DVD, pozbawiona blokady regionalnej. Materiał nagrywany był z wykorzystaniem kamer wysokiej rozdzielczości. Płyta oferuje ścieżkę Dolby Digital, DTS 5.1, a także ścieżkę stereofoniczną. DVD zawiera również bonusy m.in. z prób przed koncertami, z planu teledysku J'en ai marre!, a także z podróży wokalistki po Japonii.
Po nieoczekiwanym sukcesie płyt piosenkarki w Meksyku album z początkiem 2007 został ponownie wydany jako CD+DVD. Osiągnął tam 8 pozycję na liście, a także 4. miejsce w rankingu albumów międzynarodowych. Album znalazł się również na liście 100 najlepiej sprzedających się albumów 2007 r., gdzie zajął 29. miejsce. 

## Lista utworów
1. Intralizée
2. L'Alizé
3. Hey! Amigo!
4. Toc de mac
5. J'en ai marre!
6. Lui ou toi"
7. Gourmandises
8. Mon maquis
9. J.B.G.
10. Moi... Lolita
11. Amélie m'a dit
12. Parler tout bas
13. C'est trop tard
14. Youpidou
15. Tempête
16. À Contre-courant

- Słowa: Mylène Farmer
- Muzyka: Laurent Boutonnat & Loïc Pontieux
- Wydawca: Requiem Publishing

## Alizée En Concert DVD
- Reżyser: Pierre Stine
- Słowa: Mylène Farmer
- Muzyka: Laurent Boutonnat & Loïc Pontieux
- Wydawca: Requiem Publishing

### Lista rozdziałów
1. Intralizée
2. L'Alizé
3. Hey! Amigo !
4. Toc de mac
5. J'en ai marre !
6. Lui ou toi
7. Gourmandises
8. L'e-mail a des ailes
9. Mon maquis
10. J.B.G.
11. Moi... Lolita
12. Amélie m'a dit
13. Parler tout bas
14. C'est trop tard
15. Youpidou
16. Tempête
17. Contre-courant
18. J'ai pas vingt ans !

### Bonus
1. Klip "Amélie m'a dit" (Live)
2. Próby przed koncertem...
3. Alizée w Japonii
4. Na planie "L'Alizé"
5. Na planie "J'en ai marre!"
6. Spoty reklamowe "Alizée en concert"

## Sprzedaż
| Państwo | Klasyfikacja | Status      | Sprzedaż |
| ------- | ------------ | ----------- | -------- |
| Meksyk  | 8            | Złota płyta | 40,000   |
| Francja | 38           |             | 10,000   |
|         |              |             | 80,000   |